# Diana Pizzavini
Diana Pizzavini, née le 6 août 1911 à Pavie et morte le 23 janvier 1989, est une gymnaste artistique italienne.

## Carrière
Diana Pizzavini remporte aux Jeux olympiques d'été de 1928 à Amsterdam la médaille d'argent du concours général par équipes féminin avec Bianca Ambrosetti, Lavinia Gianoni, Luigina Perversi, Luigina Giavotti, Anna Luisa Tanzini, Carolina Tronconi, Ines Vercesi, Rita Vittadini, Virginia Giorgi, Germana Malabarba et Carla Marangoni.